# Centro Social David Castilla
El Centro Social David Castilla fue una antigua panificadora okupada en la calle Villaamil, número 46, en el barrio madrileño de Estrecho, desde diciembre de 1993 hasta el 4 de octubre de 1996. Recibió el nombre en recuerdo de uno de los miembros del movimiento en la zona que falleció de un ataque de asma en los primeros días de la okupación y organización del anteriormente desalojado Centro Social Otamendi.

## Organización y actividades
El centro albergó una biblioteca de acceso libre con varios miles de títulos, más tarde conocida como La Biblio. Esta biblioteca estuvo en varios centros sociales okupados, como el Centro Social Seco o El Laboratorio, a medida que las amenazas de desalojo les obligaban a encontrar otra sede para poder ofrecer sus servicios. También tenían un bar, mediante el que conseguían ingresar fondos para financiar necesidades del centro, y un vivero.
En el inmueble se realizaron multitud de talleres sobre temas diversos, como juegos de rol, baile flamenco, gimnasia, cursos de idiomas, proyección de películas, charlas y otras actividades culturales. También se organizaron fiestas, conciertos y se representaron obras de teatro. En el centro existía además un servicio de asesoría jurídica que fue empleada por numerosos vecinos afectados por los planes de reestructuración del barrio.
Las actividades del centro social se organizaban por comisiones que se subordinaban a las decisiones de la asamblea general. Una de las características particulares de este centro social era que la denominada comisión de propaganda enviaba por correo el programa cultural de las actividades para el mes siguiente.

## Desalojo
El inmueble fue desalojado el 4 de octubre de 1996 por la Policía Nacional de manera violenta según varios periódicos españoles. Unos cincuenta simpatizantes se concentraron en la calle y fueron dispersados por la policía.
Durante el desalojo, varios okupas opusieron resistencia pasiva subidos al tejado y a un andamio de tubos metálicos. Los policías intentaron bajarlos, operación que se realizó finalmente con la ayuda de un camión de bomberos equipado con una escalera mecánica. Los okupas sufrieron contusiones que afirman fueron producidas por la policía.
Asimismo, se produjeron numerosos incidentes en los barrio de Estrecho y Tetuán. La policía afirmó que grupos de jóvenes crearon barricadas con coches en la calle de Berruguete y fueron disueltos. Según la Policía Nacional, intentaron volcar un coche de la Policía Local, pero este cuerpo negó tal suceso. En total, seis okupas, cuatro simpatizantes y cinco policías resultaron heridos.